# Eunápio de Queirós
Eunápio Peltier de Queirós (Valença, 5 de outubro de 1905 — Salvador, 8 de abril de 1998) foi um político brasileiro. Era filho de Eunápio Rosa de Queirós e de Eugênia Peltier de Queirós. Casou-se com Maria Alice Bastos Queirós, com quem teve cinco filhos. Exerceu o mandato de deputado federal constituinte pela Bahia em 1946. O município de Eunápolis foi batizado em sua homenagem.

## Biografia

### Início de sua carreira
Formou-se em Engenharia Civil pela Escola Politécnica de seu estado, no ano de 1924. Deu início a sua vida profissional, no mesmo ano de sua formatura, quando passou a realizar serviços topográficos, medição de terras e mapeamento, no interior da Bahia.
Foi o responsável pelo projeto e pela construção da Rodovia Maracas-Tamburi, em 1926. Começou a trabalhar, no ano de 1929, como engenheiro-residente na Estrada de Ferro de Nazaré, onde tornou-se engenheiro-chefe do setor de tráfego, por cinco anos exerceu tal função. Ao longo desses anos, também passou a ocupar em dois períodos a superintendência da empresa. Depois da Revolução de 1930 e da subida de Getúlio Vargas ao poder, assumiu o cargo de prefeito nomeado de Nazaré (BA), cumulativamente em 1931.

### Carreira Política
Em 1933, deixou a Estrada de Ferro de Nazaré, aceitando o cargo de diretor da construção do sistema rodoviário do novo Instituto de Cacau da Bahia e da companhia Viação Sul Baiano, encarregada de todo o tráfego da região cacaueira.
No decorrer do Estado Novo, mais precisamente no ano de 1943, acabou sendo eleito prefeito de Ilhéus (BA), ocupando o cargo até 1945, ano que marcou sua saída da Viação Sul Baiano e o fim do regime ditatorial no país. A partir da redemocratização do Brasil, ganhou a eleição para deputado federal pela Bahia à Assembléia Nacional Constituinte, em dezembro de 1945, pelo Partido Social Democrático (PSD). Em 1946, realizou trabalhos constituintes e começou a cumprir o mandato ordinário na Câmara Federal após a promulgação da nova Carta (18/9/1946). Durante essa legislatura, entrou como membro das comissões do Polígono das Secas, de Investigação Econômica e Social e de Transportes e Comunicações, passando a ser relator da revisão do Plano de Viação Nacional. Também foi relator geral da Comissão Especial da Mudança da Capital e ainda atuou na Comissão Especial da Bacia do São Francisco.
Pela Coligação Baiana entre os partidos Social Democrático (PSD), Partido de Representação Popular (PRP) e o Partido Social Trabalhista (PST), candidatou-se mais uma vez, a deputado federal pela Bahia, nas eleições de outubro de 1950, na qual adquiriu apenas uma suplência. Ao final de seu mandato, em janeiro de 1951, deixou a Câmara dos Deputados, sendo nomeado, nesse mesmo ano, a secretário de Viação e Obras Públicas da Bahia, na administração do governador Luís Régis Pacheco (1951-1955). A frente desse cargo, deu início aos trabalhos de pavimentação asfáltica das rodovias Ilhéus, Itabuna e Bahia-Feira, e a barragem do rio Joanes. Em 1954, encerrou sua participação na Secretaria de Viação, pois no ano anterior, assumiu como diretor-presidente das Centrais Elétricas do Rio das Contas (CERC).
Em 1954, elegeu-se deputado federal participando da coligação entre Partido Social Democrático (PSD), Partido de Representação Popular (PRP) e o Partido Libertador (PL). Ao longo de seu mandato integrou a Comissão de Finanças da Câmara dos Deputados como membro efetivo. Candidatou-se novamente em 1958, pela aliança Aliança Democrática Popular, realizada entre o PSD e o PRP, mas não obteve sucesso e teve que deixar a Câmara do Deputados no ano seguinte. Retornou à presidência do CERC e acabou colocando fim às atividades parlamentares.
Entre 1968 e 1970 participou como assessor técnico da Secretaria de Minas e Energia e, em 1971, foi nomeado diretor da Companhia Hidro Elétrica do São Francisco (CHESF), por indicação da Eletrobrás, cargo que ocupou também em 1974 e 1976. Ficou responsável por levar adiante a construção da barragem e da usina hidrelétrica de Sobradinho, das usinas de Moxotó, Paulo Afonso, Pedra, Itaparica, além das usinas termelétricas de Bonji, Camaçari, São Luís e da eclusa de Boa Esperança. Foi membro da Sociedade de Engenheiros da Bahia, da Associação Brasileira de Normas Técnicas (ABNT), da Associação Rodoviária do Brasil e do Sindicato de Engenheiros da Bahia.

## Eunápio e Eunápolis
Antes da sua chegada em 1954, a região já estava sendo ocupada pelos "garimpeiros", que estavam construindo a BR-367 desde 1946. O povoado com o passar dos anos foi se desenvolvendo e se estabelecendo na área, com novos centros comerciais abrindo e junto com isso, já no final de 1949, transporte entre Porto Seguro e o povoado havia se concretizado. Por conta da nova movimentação de pessoas que estavam passando pelo lugar, e já que ele estava entre várias cidades importantes, o povoado se tornou um entreposto comercial importante. Do Km 64, como ele era conhecido, saiam as mercadorias que iriam para Porto Seguro, e os produtos industrializados que saiam de cidades como Porto Seguro, Ilhéus e Salvador para lugares como o norte de Minas Gerais eram armazenados no povoado.
Eunápio veio ao povoado em 7 de Março de 1954, sendo ele o secretário de Viação e Obras do Estado da Bahia, fazendo parte de uma equipe de engenheiros que vieram inaugurar o novo trecho da BA-02, que conectou o povoado Mundo Novo com o Km 64. As terras do povoado eram terras devolutas do estado, e em 1951 o Sr. Ivan de Almeida Moura, junto com seus dois irmãos compraram 1500 hectares do primeiro "posseiro" da terra; no mesmo ano ele já havia terminado de regularizar a terras com o governo do estado. Por conta disso, Sr. Ivan estava pedindo a desocupação das terras, causando um grande tumulto com a população. Eunápio após conhecer a situação que o povoado se encontrava e os pedidos de aquisição de uma gleba das terras, comprou 5 alqueires das fazendas Boa Nova e Gravatá do Sr. Ivan em 12 de Maio, no valor de Cr$ 60 mil cruzeiros. Após a compra a terra foi repartida com a população e empreiteiros locais, e junto com isso, ele organizou para que limpassem e traçasse os quarteirões e ruas, que permitiu que o Km 64 continuasse a existir e se desenvolver.
Entretanto a transição não foi tranquila. Por conta de irregularidades no recibo, o Sr. Ivan tentou se reaver das terras novamente, e por conta disso a cidade com o passar dos anos passou por diversas crises para ganhar o reconhecimento da aquisição e legalização dessas terras dadas por Eunápio. Mas ainda com tudo isso, o povoado por respeito e em homenagem a ele, decidiu nomear si mesmo por ele.